# حرب الملك ويليام
حرب الملك ويليام (1688–97، المعروفة أيضا بالحرب الهندية الثانية، أو حرب الأب بودوان، أو حرب كاستين) كانت مسرح أمريكا الشمالية لحرب السنوات التسع (1688ـ97، المعروفة أيضا باسم حرب التحالف الكبير أو حرب اتحاد أوغسبورغ). لقد كانت الحرب الأولى من ستة حروب استعمارية (انظر الحروب الفرنسية والهندية الأربعة، وحرب الأب ريل وحرب الأب لو لوتر) دارت بين فرنسا الجديدة ونيو إنغلاند بالتعاون مع حلفاء كل منهما من السكان الأصليين قبل أن تهزم بريطانيا فرنسا في النهاية في أمريكا الشمالية عام 1763.
بالنسبة لحرب الملك ويليام، لم تفكر إنجلترا ولا فرنسا في تعريض مواقفهما في أوروبا للضعف، لدعم المجهود الحربي في أمريكا الشمالية. كانت فرنسا الجديدة وكونفدرالية واباناكي قادرين على إحباط توسع نيو إنغلاند في أكاديا، التي تُعرِّف فرنسا الجديدة حدودها بنهر كينبيك في جنوب مين. ووفقا لشروط معاهدة ريزويك، ظلت الحدود والمراكز العسكرية التابعة لكل من فرنسا الجديدة ونيو إنغلاند ونيويورك كما هي دون تغيير.
كان عدد المستوطنين الإنجليز أكثر من 154000 في بداية الحرب، وهو ما يفوق عدد الفرنسيين 12 إلى 1. ومع ذلك، قُسموا إلى مستعمرات متعددة على طول ساحل المحيط الأطلسي. لم تكن هذه المستعمرات قادرة على التعاون بكفاءة، وابتلعتها الثورة المجيدة، مما خلق توترًا بين المستعمرين. بالإضافة إلى ذلك، كان الإنجليز يفتقرون إلى القيادة العسكرية وكان لديهم علاقة صعبة مع حلفائهم الإيروكوا.
قسمت فرنسا الجديدة إلى ثلاث كيانات: أكاديا على ساحل المحيط الأطلسي، وكندا على طول نهر سانت لورانس وحتى منطقة البحيرات العظمى، ولويزيانا من البحيرات الكبرى إلى خليج المكسيك، على طول نهر المسيسيبي. بلغ تعداد السكان الفرنسيين 14000 نسمة عام 1689. على الرغم من أن الفرنسيين كانوا أقل عددًا بشكل كبير، لكنهم كانوا أكثر توحد سياسي. وإدراكًا منهم لقلة عددهم، طوروا علاقات جيدة مع الشعوب الأصلية من أجل مضاعفة قواتهم والاستخدام الفعال لتكتيكات الكر والفر.

## النتائج
أنهت معاهدة ريسويك الموقعة في سبتمبر 1697 الحرب بين القوتين الاستعماريتين، وأعادت الحدود الاستعمارية إلى الوضع الراهن قبل الحرب. لم يدم السلام طويلًا، وخلال خمس سنوات، تورطت المستعمرات في المرحلة التالية من الحروب الاستعمارية، حرب الملكة آن. بعد استقرارهم مع فرنسا عام 1701، كان الإيروكوا محايدين في هذا الصراع، ولم يشاركوا أبدًا في الأعمال العدائية النشطة ضد أي من الجانبين. ظلت التوترات عالية بين الإنجليز وقبائل اتحاد واباناكي، الذين قاتلوا مرة أخرى مع الفرنسيين في حرب الملكة آن، مع صراع تميز بغارات متكررة في ماساتشوستس، بما في ذلك غارة على جروتون في 1694، حيث اختُطف الأطفال، وحدثت مذبحة ديرفيلد عام 1704، ونقل أكثر من 100 أسير شمالًا إلى مونتريال للحصول على فدية أو التبني من قبل الموهوك والفرنسيين. بحلول نهاية الحرب، نجح السكان الأصليون في قتل أكثر من 700 من الإنجليز والاستيلاء على أكثر من 250 على طول حدود أكاديا / نيو إنجلاند.
كانت معاهدة ريسويك غير مرضية لممثلي شركة هودسونس باي؛ لأنها فقدت معظم مراكزها التجارية في خليج هدسون لصالح الفرنسيين قبل بدء الحرب، فبحسب قاعدة «الوضع الراهن قبل الحرب» تبقى معظم المراكز التجارية تحت السيطرة الفرنسية. استعادت الشركة أراضيها على طاولة المفاوضات عندما أنهت معاهدة أوترخت حرب الملكة آن.
يناقش الباحثون ما إذا كانت الحرب عاملًا مساهمًا في محاكمات السحر في سالم. أدت حرب الملك ويليام وكذلك حرب الملك فيليب (1675-1678) إلى نزوح العديد من اللاجئين في مقاطعة إسيكس. حمل اللاجئون معهم مخاوفهم من الهنود، والتي اعتقد البعض أنها أدت إلى مخاوف من السحر، خاصة وأن الشيطان كان مرتبطًا ارتباطًا وثيقًا بالهنود والسحر. كتب كوتون ماذر أيضًا أنه سيقود إلى عصر من الحزن ويمكن القول إنه مع فكرة أن ذلك هو السبب في أزمة السحر في عام 1692. يناقش الباحثون هذه النظرية ويؤكد أحد الباحثين، جيني هيل بولسيفير، أن حرب الملك ويليام كان أكثر من سبب لذلك. كتب باحثون آخرون عن نظرية الحروب باعتبارها السبب الرئيسي لمحاكمات سالم ويتكرافت، وشملت ماري بيث نورتون وجيمس كينس وإيمرسون بيكر.

## سبب الحرب
تمت الإطاحة بملك إنجلترا الكاثوليكي جيمس الثاني في الثورة المجيدة في نهاية عام 1688، ثم تولى البروتستانتيّان ويليام وماري] العرش. انضم ويليام إلى اتحاد أوغسبورغ في حربه ضد فرنسا (بدأت في أوائل 1688)، حيث هرب جيمس.
في أمريكا الشمالية كان هناك توتر كبير بين فرنسا الجديدة والمستعمرات الإنجليزية الشمالية، التي اتحدت عام 1686 تحت اسم دومنيون نيو إنغلاند. حاربت نيو إنغلاند وكونفدرالية إيروكواس ضد فرنسا الجديدة وكونفدرالية واباناكي. كانت إيروكواس قد سيطرت على منطقة البحيرات العظمى الهامة اقتصاديًا للتجارة، ودخلت في صراع مع فرنسا الجديدة منذ 1680. وبناءً على طلب من نيو إنغلاند، أوقفت إيروكواس التجارة بين فرنسا الجديدة والقبائل الغربية. وداهمت فرنسا الجديدة أراضي سينيكا غرب نيويورك بهدف الانتقام. فقامت نيو إنغلاند بدورها بدعم إيروكواس في مهاجمة فرنسا الجديدة، وهو الأمر الذي تم بالفعل من خلال مداهمة لاشين.
كانت هناك توترات مماثلة على الحدود بين نيو إنغلاند وأكاديا، التي عرَّفت فرنسا الجديدة حدودها بنهر كينبيك في جنوب مين. قام المستوطنون الإنجليز من ولاية ماساتشوستس (حيث يشمل الميثاق منطقة مين) بتوسيع مستوطناتهم في أكاديا. ولتأمين مطلب فرنسا الجديدة في ولاية مين الحالية، قامت فرنسا الجديدة بإنشاء بعثات كاثوليكية بين أكبر ثلاث قرى أصلية في المنطقة: واحدة على نهر كينبيك(نوريدجيوك)؛ وواحدة في الشمال على نهر بينوبسكوت (بينوبسكوت])وواحدة على نهر سانت جون (ميدوكتيك). من جانبها، وردًا على حرب الملك فيليب، قامت القبائل الهندية الخمس في منطقة أكاديا بتكوين كونفدرالية واباناكي لإنشاء تحالف سياسي وعسكري مع فرنسا الجديدة لإيقاف توسعات نيو إنغلاند.

## الحرب

خريطة الحملات

### مسرح حرب نيو إنغلاند وأكاديا ونيوفاوندلاند
يُعرف أيضا مسرح حرب نيو إنغلاند وأكاديا ونيوفاوندلاند باسم حرب كاستين وحرب الأب جان بودوان.
في أبريل 1688، سلب الحاكم أندروس منزلاً بمدينة كاستين وقرية على خليج بينوبسكوت (كاستين، مين). بعدها في شهر أغسطس، داهم البريطانيون القرية الفرنسية تشيدابوكتو. وردًا على ذلك، اشتركت مدينة كاستين وكونفدرالية واباناكي في حملة الساحل الشمالي الشرقي عام 1688 على امتداد حدود نيو إنغلاند/أكاديا. وكانت البداية في 13 أغسطس 1688 في نيو دارتماوث (نيوكاسل)، مما أسفر عن مقتل عدد قليل من المستوطنين. وبعد بضعة أيام، قُتل شخصين في شمال يارماوث. وفي كينيبانك، في خريف 1688، قتل أعضاء من الكونفيدرالية عائلتين.

## أمريكا الشمالية في نهاية القرن السابع عشر
كان عدد المستوطنين الإنجليز أكثر من 154000 في بداية الحرب، وهو ما يفوق عدد الفرنسيين 12 إلى 1. ومع ذلك، قُسموا إلى مستعمرات متعددة على طول ساحل المحيط الأطلسي. لم تكن هذه المستعمرات قادرة على التعاون بكفاءة، وابتلعتها الثورة المجيدة، مما خلق توترًا بين المستعمرين. بالإضافة إلى ذلك، كان الإنجليز يفتقرون إلى القيادة العسكرية وكان لديهم علاقة صعبة مع حلفائهم الإيروكوا.
قسمت فرنسا الجديدة إلى ثلاث كيانات: أكاديا على ساحل المحيط الأطلسي، وكندا على طول نهر سانت لورانس وحتى منطقة البحيرات العظمى، ولويزيانا من البحيرات الكبرى إلى خليج المكسيك، على طول نهر المسيسيبي. بلغ تعداد السكان الفرنسيين 14000 نسمة عام 1689. على الرغم من أن الفرنسيين كانوا أقل عددًا بشكل كبير، لكنهم كانوا أكثر توحد سياسي. وإدراكًا منهم لقلة عددهم، طوروا علاقات جيدة مع الشعوب الأصلية من أجل مضاعفة قواتهم والاستخدام الفعال لتكتيكات الكر والفر.

## النتائج
أنهت معاهدة ريسويك الموقعة في سبتمبر 1697 الحرب بين القوتين الاستعماريتين، وأعادت الحدود الاستعمارية إلى الوضع الراهن قبل الحرب. لم يدم السلام طويلًا، وخلال خمس سنوات، تورطت المستعمرات في المرحلة التالية من الحروب الاستعمارية، حرب الملكة آن. بعد استقرارهم مع فرنسا عام 1701، كان الإيروكوا محايدين في هذا الصراع، ولم يشاركوا أبدًا في الأعمال العدائية النشطة ضد أي من الجانبين. ظلت التوترات عالية بين الإنجليز وقبائل اتحاد واباناكي، الذين قاتلوا مرة أخرى مع الفرنسيين في حرب الملكة آن، مع صراع تميز بغارات متكررة في ماساتشوستس، بما في ذلك غارة على جروتون في 1694، حيث اختُطف الأطفال، وحدثت مذبحة ديرفيلد عام 1704، ونقل أكثر من 100 أسير شمالًا إلى مونتريال للحصول على فدية أو التبني من قبل الموهوك والفرنسيين. بحلول نهاية الحرب، نجح السكان الأصليون في قتل أكثر من 700 من الإنجليز والاستيلاء على أكثر من 250 على طول حدود أكاديا / نيو إنجلاند.
كانت معاهدة ريسويك غير مرضية لممثلي شركة هودسونس باي؛ لأنها فقدت معظم مراكزها التجارية في خليج هدسون لصالح الفرنسيين قبل بدء الحرب، فبحسب قاعدة «الوضع الراهن قبل الحرب» تبقى معظم المراكز التجارية تحت السيطرة الفرنسية. استعادت الشركة أراضيها على طاولة المفاوضات عندما أنهت معاهدة أوترخت حرب الملكة آن.
يناقش الباحثون ما إذا كانت الحرب عاملًا مساهمًا في محاكمات السحر في سالم. أدت حرب الملك ويليام وكذلك حرب الملك فيليب (1675-1678) إلى نزوح العديد من اللاجئين في مقاطعة إسيكس. حمل اللاجئون معهم مخاوفهم من الهنود، والتي اعتقد البعض أنها أدت إلى مخاوف من السحر، خاصة وأن الشيطان كان مرتبطًا ارتباطًا وثيقًا بالهنود والسحر. كتب كوتون ماذر أيضًا أنه سيقود إلى عصر من الحزن ويمكن القول إنه مع فكرة أن ذلك هو السبب في أزمة السحر في عام 1692. يناقش الباحثون هذه النظرية ويؤكد أحد الباحثين، جيني هيل بولسيفير، أن حرب الملك ويليام كان أكثر من سبب لذلك. كتب باحثون آخرون عن نظرية الحروب باعتبارها السبب الرئيسي لمحاكمات سالم ويتكرافت، وشملت ماري بيث نورتون وجيمس كينس وإيمرسون بيكر.